# Il Timone
Il Timone è una rivista mensile indipendente che offre approfondimenti di attualità, storia, cultura, chiesa, costume, con fede e ragione. Fondata da Gianpaolo Barra; il direttore responsabile è Lorenzo Bertocchi, caporedattore è Giuliano Guzzo.

## Storia
Nata come bimestrale nel 1999, all'epoca contava 20 pagine e aveva una tiratura di 3 000 copie. Oggi consta di 66 pagine e ha una tiratura mensile di 10.000 copie, vendute in abbonamento, in parrocchie e librerie. Si trova anche in edicola a Milano (fino a Monza) e a Roma.

## Direttori
- Lorenzo Bertocchi (2018 - in carica)

## Collaboratori
La rivista ospita contributi di molti autori di spicco nell'ambito del cattolicesimo italiano, tra i quali Rosa Alberoni, Maurizio Blondet, Roberto Beretta, Carlo Caffarra, Rino Cammilleri, Franco Cardini, Carlo Climati, Roberto De Mattei, Livio Fanzaga, Saverio Gaeta, Piero Gheddo, Ettore Gotti Tedeschi, Girolamo Grillo, Massimo Introvigne, Antonio Livi, Vittorio Messori, Costanza Miriano, Luigi Negri, Angela Pellicciari, Vincenzo Sansonetti, Andrea Sciffo, Angelo Scola, Antonio Sicari, Andrea Tornielli, Alberto Torresani, Massimo Viglione, Mario Arturo Iannaccone e Antonino Zichichi.
Fra i passati collaboratori, sono da citare il noto cantautore cristiano Claudio Chieffo, il teologo Tito Centi, la storica Marta Sordi, il cardinale Giacomo Biffi e lo scrittore Eugenio Corti.

## I "Quaderni del Timone"
Per approfondire i temi trattati, è stata ideata una collana di pubblicazioni monotematiche, ciascuna di 68 pagine, denominate "Quaderni del Timone".
- "La vera Chiesa? È quella cattolica", di Gianpaolo Barra.
- "L'esistenza di Dio", di Giacomo Samek Lodovici.
- "La possibile globalizzazione", di Riccardo Cascioli.
- "Il caso Galileo", di Rino Cammilleri.
- "Eucaristia, la verità della dottrina cattolica", di don Claudio Crescimanno.
- "Matrimonio e famiglia", di Mario Palmaro.
- "Uomo, né angelo né bestia", di Paola Premoli.
- "Il pontificato di Giovanni Paolo II", di Marco Invernizzi.
- "Le Crociate di Terrasanta", di Marco Meschini.
- "La Sindone. Il mistero di un'immagine", di Emanuela Marinelli.
- "Introduzione alla morale", di Mario Palmaro.
- "Identità di genere", di Roberto Marchesini.
- "Il caso Giordano Bruno", di Mario Arturo Iannaccone.
- "Islam: elementi per un confronto", di Silvia Scaranari.
- "L'Inquisizione", di Rino Cammilleri.
- "Uomini alla ricerca di Dio. Un profilo del monachesimo medievale in Occidente", di Renato Mambretti.
- "Vangelo e sviluppo dei popoli", di padre Piero Gheddo.
- "La credibilità storica dei Vangeli", di don Claudio Crescimanno.
- "La Medaglia miracolosa", di Rosanna Brichetti Messori.
- "Agostino e Tommaso. Colonne della Chiesa, giganti del pensiero", di Maurizio Schoepflin.
- "Il Risorgimento", di Francesco Pappalardo.
- "I Conquistadores. Alcune verità taciute", di Rino Cammilleri.
- "Dio, Patria e libertà! L'epopea dei Cristeros", di Alberto Leoni.
- "La Dottrina Sociale della Chiesa", di Marco Invernizzi.
- "Le Insorgenze", di Oscaro Sanguinetti.
- "Baldovino IV re di Gerusalemme", di Roberto Campisi e Renato Mambretti.
- "Amore e Sessualità", di Roberto Marchesini.
- "Se c'è Dio, perché esiste il male?", di Laura Boccenti.
- "Shimabara No Ran. La grande rivolta dei samurai cristiani", di Rino Cammilleri.
- "I Sacri Cuori di Gesù e di Maria", di Rosanna Brichetti.
- "Il Papa che difese gli Ebrei dal nazismo", di Andrea Tornielli.
- "I Novissimi. Morte, Giudizio, Inferno, Paradiso", di Claudio Crescimanno.
- "La Massoneria", di Mario Iannaccone.
- "Dio castiga?", di Luisella Scrosati.
- "Evoluzionismo. Dubbi e obiezioni", di Marco Respinti.
- "Lutero, il "riformatore" eretico", di Claudio Crescimanno.
- "Chiesa martire nel Triangolo della morte", di Andrea Zambrano.
- "Buddhismo, pericolo sconosciuto", di Mario Iannaccone.
- "Sposi, un "sì" per sempre", di Claudio Cresimanno.
- "Mario. Tutti gli articoli pubblicati da Palmaro sul Timone (2000-2014)", di Mario Palmaro.
- "Il Sillabo, un grido profetico", di Rino Cammilleri.
- "Caccia alle streghe: verità, leggende, falsificazioni", di Francesco Agnoli.